# دیل هنسی
دیل هنسی (انگلیسی: Dale Hennesy؛ ۲۴ اوت ۱۹۲۶ – ۲۰ ژوئیهٔ ۱۹۸۱) یک کارگردان هنری اهل ایالات متحده آمریکا بود.
در سال‌های ۱۹۶۶، ۱۹۷۶ و ۱۹۸۲ نامزد جایزه اسکار بهترین کارگردان هنری اعطا شده بود که تنها یک بار در سال ۱۹۶۶ آن را دریافت نمود. بار سوم که برای دریافت این جایزه نامزد شد وی درگذشته بود.